# Junceustreptus prominulus
Junceustreptus prominulus är en mångfotingart som beskrevs av Demange 1961. Junceustreptus prominulus ingår i släktet Junceustreptus och familjen Harpagophoridae. Inga underarter finns listade i Catalogue of Life.